# 美國海軍飛機列表
海軍飛機意指美國海軍和美國海軍陸戰隊所使用的飛機。如果想瞭解1962年以前的美國海軍飛機，請參見美國軍用飛機列表（海軍）；如果想瞭解1962年以後的美國海軍飛機，請參見美國軍用飛機列表。

## 固定翼飛機

### 現役飛機
- AV-8B獵鷹Ⅱ（Harrier II）式短場垂直起降機：美國海軍陸戰隊使用的短場垂直起降（Vertical/Short Takeoff and Landing, V/STOL）攻擊機。
- C-2灰狗（Greyhound）式運輸機：可於航空母艦上操作的運輸機。
- CMV-22B魚鷹(Osprey)傾斜旋翼機：一款傾轉旋翼機運輸機，將取代現役的C-2灰狗（Greyhound）式運輸機
- C-9天空列車（Skytrain）式運輸機：用於人員和貨物運輸。
- C-12休倫湖（Huron）式運輸機：用於各海軍航空站間的人員和貨物運輸。
- C-20灣流Ⅲ（Gulfstream III）式運輸機：用於貨物和高級官員（如重要貴賓和資深指揮官）的運輸。
- C-40快船（Clipper）式運輸機：海軍版波音737，將取代C-9B轻轨列车运输机。
- C-130力士（Hercules）式運輸機：中型貨物和人員運輸機。
- E-2D鷹眼（Hawkeye）式空中預警暨管制機：全天候艦載空中預警暨管制機。
- E-3空中預警機：當作E-6B的訓練專用機[1]
- E-6水星（Mercury）式通訊機：空載通訊中繼站。
- EA-18G咆哮者電子干擾機。
- EP-3E白羊座Ⅱ（Aries II）式訊號情報收集機。
- F-5E/F老虎Ⅱ（Tiger II）式戰鬥機：作為空戰訓練用機。
- F/A-18大黃蜂（Hornet）式打擊戰鬥機：全天候打擊戰鬥機。
- F/A-18E/F超級大黃蜂（Super Hornet）式打擊戰鬥機：F/A-18大黃蜂式打擊戰鬥機的改良型。
- F-35C閃電Ⅱ（Lightning II）式戰鬥機：將取代現役的AV-8B獵鷹Ⅱ式短場垂直起降機和F/A-18大黃蜂式打擊戰鬥機
- P-3獵戶座（Orion）式巡邏機：海上巡邏和反潛作戰。
- P-8海神（Poseidon）式巡邏機：波音737的軍用版本，用於反潛作戰和反水面艦作戰
- RQ-2先鋒（Pioneer）式無人飛行載具。
- T-2C七叶树教练机 - 北美航空喷气教练机
- T-6德州佬Ⅱ（Texan II）式教練機。
- T-34導師（Mentor）式教練機。
- T-39軍刀（Sabreliner）式教練機。
- T-44飛馬（Pegasus）式教練機。
- T-45蒼鷹（Goshawk）式教練機。

### 未來飛機
- MQ-25刺鰩無人機[2]
- F/A-XX戰鬥機

### 退役飛機
- FF Fifi：雙翼式戰鬥機，1933年-1940年。
- F2F：雙翼式戰鬥機，1936年-1940年。
- F3F：雙翼式戰鬥機，1938年-1940年。
- F2A水牛（Buffalo）式戰鬥機：1938年-1941年。
- F4F野貓（Wildcat）式戰鬥機：1940年-1945年。
- F6F地獄貓（Hellcat）式戰鬥機：1943年-1954年。
- F7F虎貓（Tigercat）式戰鬥機：1944年-1954年。
- F8F熊貓（Bearcat）式戰鬥機：1945年-1952年。
- F9F豹（Panther）式戰鬥機：1947年-1958年。
- FH幽靈（Phantom）式戰鬥機：第一架艦載噴射戰鬥機。
- 沃特FU戰鬥機：雙翼式戰鬥機。
- F4U海盜（Corsair）式戰鬥機。
- F7U短彎刀（Cutlass）式戰鬥機。
- F-1狂怒（Fury）式戰鬥機：1962年以前稱為FJ狂怒式戰鬥機。
- F-2女妖（Banshee）式戰鬥機：1962年以前稱為F2H女妖式戰鬥機，1951年-1959年，被F-3惡魔式戰鬥機汰換。
- F-3惡魔（Demon）式戰鬥機：1962年以前稱為F3H惡魔式戰鬥機，1956年-1964年，被F-4幽靈Ⅱ式戰鬥機汰換。
- F-4幽靈Ⅱ（Phantom II）式戰鬥機：1962年以前稱為F4H幽靈Ⅱ式戰鬥機，被F-14雄貓式戰鬥機汰換。
- F-6天光（Skyray）式戰鬥機：1962年以前稱為F4D天光式戰鬥機。
- F-8十字軍（Crusader）式戰鬥機：1962年以前稱為F8U十字軍式戰鬥機，1958年-1976年。
- F-9美洲獅（Cougar）式戰鬥機：1962年以前稱為F9F美洲獅式戰鬥機，1952年-1974年。
- F-10天空武士（Skyknight）式戰鬥機：1962年以前稱為F3D天空武士式戰鬥機，道格拉斯公司製造。
- F-11老虎（Tiger）式戰鬥機：1962年以前稱為F11F老虎式戰鬥機，1956年-1969年，被F-8十字軍式戰鬥機汰換。
- F-16N戰隼（Fighting Falcon）式戰鬥機：作為空戰訓練用機。
- F-14雄貓（Tomcat）式戰鬥機：2006年退出現役，由F/A-18E/F超級大黃蜂式打擊戰鬥機取代。
- F/A-18C/D大黃蜂式打擊戰鬥機：2021年退出現役，F-35C閃電Ⅱ（Lightning II）式戰鬥機取代。

- AF守護者（Guardian）式反潛機：即TB3F守護者式反潛機：第一架以反潛作戰為主要任務的飛機。
- AM大錘手（Mauler）攻擊機
- A-1天襲者（Skyraider）式攻擊機：1962年以前稱為AD天襲者式攻擊機，被A-4天鷹式攻擊機汰換。
- A-2野蠻人（Savage）式攻擊機：1962年以前稱為A2J野蠻人式攻擊機，1949年-1960年，第一架可攜掛原子彈的戰機，擔任戰略轟炸任務。
- A-3天空武士（Skywarrior）式攻擊機：1962年以前稱為A3D天空武士式攻擊機，1956年-1991年，可攜掛核彈擔任戰略轟炸任務，被A-6闖入者式攻擊機汰換。
- A-4天鷹（Skyhawk）式攻擊機：1962年以前稱為A4D天鷹式攻擊機，1954年-1976年，被A-7海盜Ⅱ式攻擊機汰換。
- A-5民團（Vigilante）式攻擊機：原先擔任地面攻擊任務，1961年起改裝為RA-5C民團式偵察機。
- A-6闖入者（Intruder）式攻擊機：1962年以前稱為A2F闖入者式攻擊機，1963年-1997年，被F/A-18大黃蜂式打擊戰鬥機汰換。
- A-7海盜Ⅱ（Corsair II）式攻擊機：1965年-1992年，被F/A-18大黃蜂式打擊戰鬥機汰換。

- SB2U擁護者（Vindicator）式俯衝轟炸機。
- SBC地獄俯衝者（Helldiver）式俯衝轟炸機。
- SB2C地獄俯衝者（Helldiver）式俯衝轟炸機。
- SBD無畏（Dauntless）式俯衝轟炸機。

- TBD破壞者（Devastator）式魚雷轟炸機。
- TBF復仇者（Avenger）式魚雷轟炸機。

- S-2搜索者（Tracker）式反潛機：1962年以前稱為S2F搜索者式反潛機，1952年-1976年，被S-3維京式反潛機汰換。
- E-1追蹤者（Tracer）式空中預警機：第一架空中預警機。
- C-1貿易者（Trader）式運輸機：擔負航艦運補和反潛作戰任務，1955年-1988年，被C-2灰狗式運輸機汰換
- ES-3暗影（Shadow）式電子情報收集機：1999年退出現役。

- PV凡吐拉（Ventura）/魚叉（Harpoon）式巡邏機。
- P-2海王星（Neptune）式巡邏機：1962年以前稱為P2V海王星（Neptune）式巡邏機，陸基反潛作戰機，1947年-1963年，被P-3獵戶座式巡邏機汰換。

- T-28特洛伊人（Trojan）式教練機：初級教練／輕攻擊機。

- SC海鷹（Seahawk）式水上偵察機。
- SOC海鷗（Seagull）式水上偵察機。
- S2U翠鳥（Kingfisher）式水上偵察機

- PBY卡塔利娜（Catalina）式飛艇。
- PB2Y科羅拉多（Coronado）式飛艇。
- PB4Y私掠船（Privateer）式巡邏轟炸機。
- R3Y/P5Y信風（Tradewind）式飛艇。

- RY解放者快車（Liberator Express）式運輸機。
- R4Y運輸機。

- RD海豚（Dolphin）式飛艇。
- R2D運輸機。
- R3D運輸機。
- R4D空中列車（Skytrain）式運輸機。
- R5D空中霸王（Skymaster）式運輸機。
- R6D舉重霸王（Liftmaster）式運輸機。

### 已取消計畫
- 空載通用監視系統（Aerial Common Sensor）
- A-12復仇者Ⅱ（Avenger II）式攻擊機
- F-111B“土豚”戰鬥轟炸機

## 直升機

### 現役直升機
- UH-1伊洛魁人（Iroquois）式直升機：用於搜救（search and rescue）、指揮控制（command and control）及特種任務。
- SH-3海王（Sea King）式直升機：多用途直升機。
- CH-53海種馬（Sea Stallion）式直升機：中型人員和貨物運輸直升機。
- CH-53E超級海種馬（Super Stallion）式直升機或MH-53E海龍（Sea Dragon）式直升機：擔負反水雷作戰、船艦間運輸和突擊支援等任務，由CH-53海種馬式直升機 衍生而來。
- Bell 206直升機：訓練用直升機。
- SH-60海鷹（Seahawk）式直升機：包括反潛作戰用的SH-60海鷹式直升機、多用途的MH-60國王鷹（Knighthawk）式直升機及貨物運輸用的CH-60直升機。
- CH-46海骑士（Sea Knight）直升机：美國海軍陸戰隊用於貨物運輸。
- V-22鶚（Ospery）式傾斜旋翼機：美國海軍陸戰隊用其汰換CH-46海骑士（Sea Knight）直升机。
- AH-1“眼鏡蛇”武裝直昇機

### 退役直升機
- CH-46海骑士（Sea Knight）直升機：美國海軍使用者已於2004年退出現役，美國海軍陸戰隊仍繼續使用此型機。
- SH-2海妖（Seasprite）式直升機：2001年退出現役。

### 製造廠商代碼
其他的製造廠商代碼也曾被使用，但以下僅列出主要的製造廠商。
- A：布列斯特航空公司（Brewster Aeronautical Corporation）
- B：波音公司（Boeing）
- C：柯蒂斯-萊特公司（Curtiss-Wright Corporation）
- D：道格拉斯公司（Douglas Aircraft Company）
- F：格魯曼公司（Grumman）
- G：固特異航空公司（Goodyear Aircraft Company）